# A Vigilante
A Vigilante es una película estadounidense de 2018 escrita y dirigida por Sarah Daggar-Nickson. Protagonizada por Olivia Wilde, Morgan Spector, Kyle Catlett, C.J. Wilson, Tonye Patano, Chuck Cooper, Betsy Aidem y Judy Marte, tuvo su estreno en el Festival South by Southwest el 10 de marzo de 2018 y llegó a las salas de cine estadounidenses el 29 de marzo de 2019 de la mano de Saban Films.

## Sinopsis
Sadie es una mujer con un oscuro pasado que dedica su vida a ayudar a otras personas que sufren de maltrato intrafamiliar. Esto en parte le ayuda a superar una terrible experiencia con su esposo, quien en medio de un ataque de furia asesina a su pequeño hijo. Pensando que su pareja se ha ido para siempre, decide regresar a su antiguo hogar para recuperar algunos recuerdos de su hijo muerto, sin saber que allí le espera una desagradable sorpresa.

## Reparto

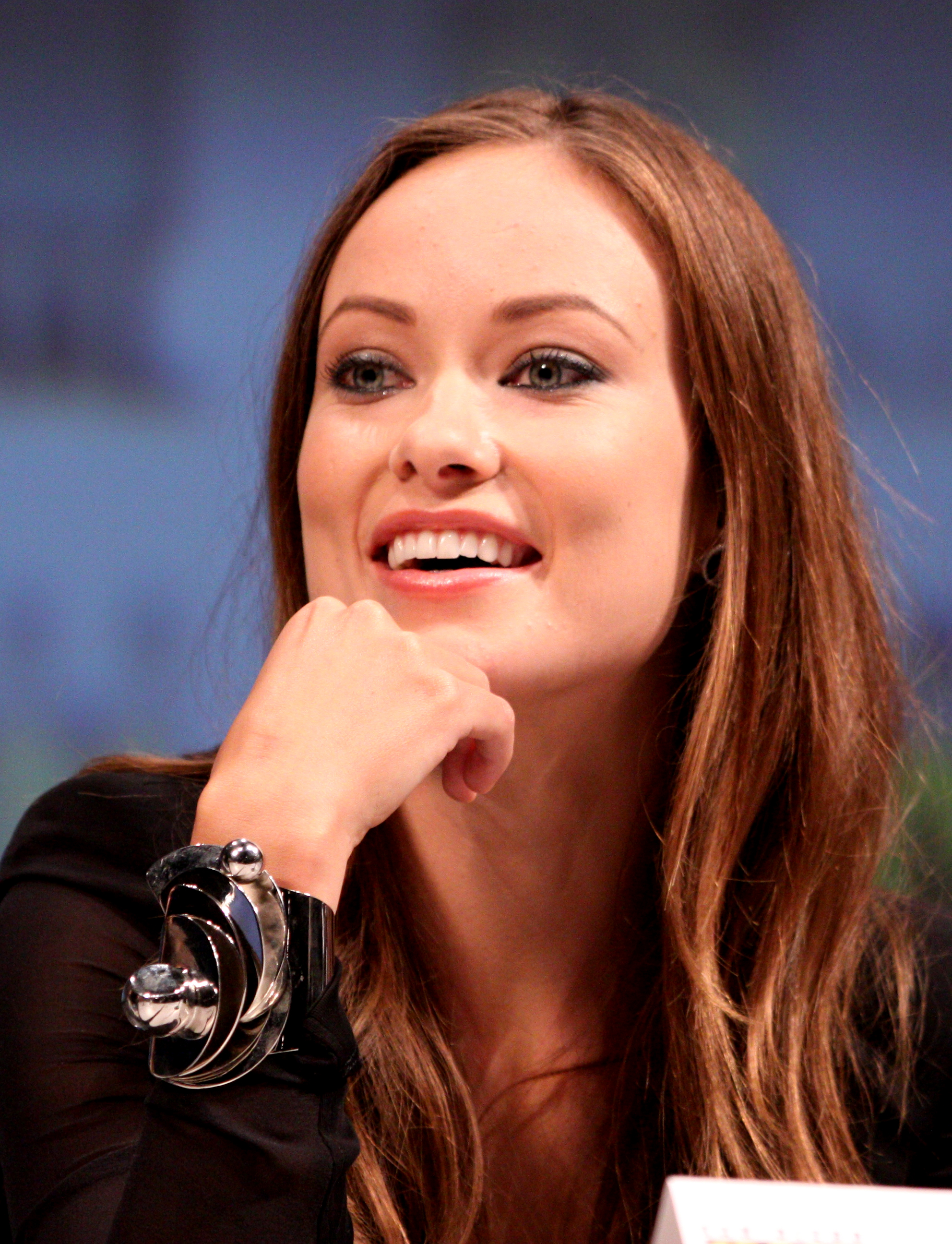
Olivia Wilde protagonizó el filme

| Actor          | Personaje        |
| -------------- | ---------------- |
| Olivia Wilde   | Sadie            |
| Morgan Spector | esposo de Sadie  |
| Tonye Patano   | Beverly          |
| Betsy Aidem    | Andrea Shaund    |
| C.J. Wilson    | Michael Shaund   |
| Chuck Cooper   | abogado          |
| Kyle Catlett   | Zach             |
| Olivia Gilliat | Margaret Turner  |
| Cheryse Dyllan | Charlene Jackson |
| Margot Bingham | Joyce Richards   |

## Recepción
La película ha sido elogiada por la crítica especializada y actualmente cuenta con un 90% de aprobación en el portal Rotten Tomatoes. El consenso del sitio indica: "Liderada por la intrépida actuación de Olivia Wilde y elevada por temas oportunos, A Vigilante es un thriller sin concesiones que golpea tan fuerte como su protagonista".